# NGC 3782
NGC 3782 је спирална галаксија у сазвежђу Велики медвед која се налази на NGC листи објеката дубоког неба.
Деклинација објекта је + 46° 30' 47" а ректасцензија 11h 39m 20,5s. Привидна величина (магнитуда) објекта NGC 3782 износи 12,4 а фотографска магнитуда 13,1. Налази се на удаљености од 14,627 милиона парсека од Сунца. NGC 3782 је још познат и под ознакама UGC 6618, MCG 8-21-87, CGCG 242-71, IRAS 11366+4647, PGC 36136.